# Человек с Запада (телесериал)
Человек с Запада (англ. The Westerner) — американский телесериал в жанре вестерн, созданный режиссером Сэмом Пекинпой для телеканала NBC в 1960 году.

## Сюжет
Одинокий и немногословный Дэйв Блэссингейм со своим верным псом Брауном путешествует по Дикому Западу, полному отъявленных головорезов, несчастных женщин и жестоких мужчин. Все, чего он хочет — накопить на покупку собственного ранчо, и ради достижения этой цели он ни перед чем не остановится. На своем нелегком пути ему суждено встретить множество неприятных личностей, но Дэйв всегда находит выход из положения, даже если для этого приходится нарушать закон.

## Список эпизодов
| №  | Название            | Режиссер            | Сценаристы                  | Дата премьеры    |
| -- | ------------------- | ------------------- | --------------------------- | ---------------- |
| 1  | Джефф               | Сэм Пекинпа         | Сэм Пекинпа, Роберт Хэверли | 30 сентября 1960 |
| 2  | Школьные деньки     | Андре Де Тот        | Сэм Пекинпа, Роберт Хэверли | 7 октября 1960   |
| 3  | Браун               | Сэм Пекинпа         | Брюс Геллер                 | 21 октября 1960  |
| 4  | Миссис Кеннеди      | Бернард Ковальски   | Сэм Пекинпа, Джон Данкел    | 28 октября 1960  |
| 5  | Дос Пинос           | Дон МакДагалл       | И. Джек Нёйман              | 4 ноября 1960    |
| 6  | Ухаживание за Либби | Сэм Пекинпа         | Брюс Геллер                 | 11 ноября 1960   |
| 7  | Сокровище           | Тед Пост            | Сирил Хьюм                  | 18 ноября 1960   |
| 8  | Старик              | Андре Де Тот        | Сэм Пекинпа, Джек Кёртис    | 25 ноября 1960   |
| 9  | Призрачный шанс     | Брюс Геллер         | Милтон С. Гельман           | 2 декабря 1960   |
| 10 | Привал              | Том Гриз            | Том Гриз                    | 9 декабря 1960   |
| 11 | Домой               | Эллиотт Силверстайн | Джек Кёртис                 | 16 декабря 1960  |
| 12 | Рука на ружье       | Сэм Пекинпа         | Брюс Геллер                 | 23 декабря 1960  |
| 13 | Картина             | Сэм Пекинпа         | Брюс Геллер                 | 30 декабря 1960  |

## В ролях
- Брайан Кит — Дэйв Блэссингейм
- Спайк — пес Браун
- Джон Денер — Бёргенди Смит
- Мэри Сэлланд — Эдди МакКин
- Хэнк Гоббл — Золотоискатель
- Джимми Ли Кук — член банды
- Майкл Т. Миклер — член банды
- Уоррен Оутс — пьяница в баре

## Интересные факты
«Человек с Запада» стал одним из первых авторских сериалов на американском телевидении — его концепцию и сюжетную основу придумал Сэм Пекинпа. Телеканал NBC пошел на определенный риск, предоставив Пекинпе полную творческую свободу при работе над сериалом. Пекинпа, впоследствии ставший известным своими предельно реалистичными картинами, хотел впервые показать на американском телевидении мрачную и крайне неприглядную сторону Дикого Запада, прежде изображавшегося только в романтическом ключе. Сериал продержался в эфире всего 13 серий и, несмотря на единодушное одобрение критиков, был закрыт.

## Издания на цифровых носителях
Долгие годы сериал считался раритетным. Впервые был выпущен на цифровом носителе лишь в феврале 2017 года — релиз был осуществлен компанией Shout! Factory в формате двухдискового DVD-издания.